# Arthur (Nebraska)
Arthur és una població dels Estats Units a l'estat de Nebraska. Segons el cens del 2000 tenia 145 habitants.

## Demografia
Segons el cens del 2000, Arthur tenia 145 habitants, 62 habitatges, i 43 famílies. La densitat de població era de 180,6 habitants per km².
Dels 62 habitatges en un 29% hi vivien nens de menys de 18 anys, en un 53,2% hi vivien parelles casades, en un 12,9% dones solteres, i en un 30,6% no eren unitats familiars. En el 27,4% dels habitatges hi vivien persones soles el 16,1% de les quals corresponia a persones de 65 anys o més que vivien soles. El nombre mitjà de persones vivint en cada habitatge era de 2,34 i el nombre mitjà de persones que vivien en cada família era de 2,84.
Per edats la població es repartia de la següent manera: un 25,5% tenia menys de 18 anys, un 2,8% entre 18 i 24, un 31% entre 25 i 44, un 23,4% de 45 a 60 i un 17,2% 65 anys o més.
L'edat mediana era de 41 anys. Per cada 100 dones de 18 o més anys hi havia 86,2 homes.
La renda mediana per habitatge era de 24.821 $ i la renda mediana per família de 31.458 $. Els homes tenien una renda mediana de 25.417 $ mentre que les dones 15.625 $. La renda per capita de la població era de 15.196 $. Aproximadament el 13,7% de les famílies i el 18,4% de la població estaven per davall del llindar de pobresa.

## Poblacions més properes
El següent diagrama mostra les poblacions més properes.